# Rodrigo Guirao Díaz
Antonio Rodrigo Guirao Díaz (ur. 18 stycznia 1980 w Vicente López) – argentyński aktor i model.

## Życiorys
W wieku jedenastu lat stracił ojca i od tego momentu jego matka była odpowiedzialna za rodzinę. Ma bliźniaka i dwóch innych braci, Gonzalo i Ramiro.
Mając trzynaście lat zadecydował, że zostanie aktorem. W wieku dziewiętnastu lat podjął pracę jako elektryk. Studiował w Centro Cultural San Martín. Wkrótce został odkryty jako model, wziął udział w reklamach i sesjach zdjęciowych do czasopism, m.in. kalendarza „Cosmopolitan”. Na małym ekranie debiutował w hiszpańskojęzycznym remakeu popularnego swego czasu sitcomu Pomoc domowa (La Niñera, 2005) na podstawie amerykańskiego scenariusza, który jednak został przerobiony z myślą o latynoskich widzach. Stał się najbardziej znany z argentyńskiej wersji popularnego serialu Gotowe na wszystko (Amas de casa desesperadas, 2006) jako ogrodnik Juan. W 2008 wystąpił na scenie Teatro Astral w przedstawieniu Kopciuszek (La Cenicienta) jako książę.

## Filmografia

### Filmy
- 2015: Baires jako „Małpa”
- 2015: Solo química jako Eric Soto
- 2016: Un corazón roto no es como un jarrón roto o un florero jako Julio
- 2017: 5 Am jako Rafael
- 2017: Un lugar en el Caribe jako Paolo
- 2019: Punto Muerto jako Lupus

### Seriale TV / telenowele
- 2002–2003: Rebelde Way jako Matías
- 2003: Costumbres argentinas jako Student
- 2005: ½ potrzeb (½ falta) jako Lisandro Arias
- 2005: La niñera jako Mariano
- 2005: Historias de sexo de gente común jako Richie
- 2005: Paraíso rock jako Mike
- 2006–2007: Gotowe na wszystko (Amas de casa desesperadas) jako Juan Juárez
- 2007–2008: Son de Fierro jako Bruno Díaz
- 2007-08: Patito Feo (Brzydkie kaczątko) jako Nicolás Ocampo
- 2008: Atraccion x 4 jako Francisco Milhojas
- 2009–2010: Botineras jako Walter Vázquez
- 2010–2012: Ziemia buntowników (Terra ribelle) jako Andrea Cristofani
- 2011: Violetta jako Alfredo Germont
- 2012–2013: La Certosa di Parma jako Fabrizio del Dongo
- 2012–13: Mi amor, mi amor jako Benjamín Valtierra Fernández
- 2014: Bienvenidos al Lolita jako Jota
- 2015–2018: Señora Acero jako Mario Casas/ Gustavo Bertoul / Roberto Ruiz
- 2019: Campanas en la noche jako detektyw José Carabajal
- 2020: Rubí jako Héctor Ferrer Garza
- 2022: Corazón guerrero jako Damián Guerrero Sánchez[6]
- 2023: De brutas nada jako Director[7]
- 2023: Juego de mentiras jako Francisco Javier del Río[8]
- 2024: La encrucijada jako César Bravo
- 2025: Me atrevo a amarte jako Alejandro Sánchez-Guerra Méndez[9]